# 슈퍼맨

슈퍼맨 실드

슈퍼맨(영어: Superman)은 미국 DC 코믹스에 나오는 영웅으로, 흔히 미국 문화의 상징으로 꼽힌다. 1932년 미국의 작가 제리 시걸과 캐나다 출신 만화가 조 슈스터가 오하이오주 클리블랜드에서 창조해내고, 1938년 디텍티브 코믹스(현 DC 코믹스)에 팔았으며, 그해 6월 《액션 코믹스 #1》에 처음 등장했다.
이후 크리스토퍼 리브 등 다양한 배우가 출연한 영화나 드라마들이 출시되었다. 참고로, 주인공은 슈퍼히어로의 역할을 맡고 있지만 평소에는 데일리 플래닛 신문사의 기자 클라크 켄트로 생활을 한다.

## 역사

### 영화 및 실사 드라마
- 1978년: 슈퍼맨 - 크리스토퍼 리브
- 1981년: 슈퍼맨 2 - 크리스토퍼 리브
- 1983년: 슈퍼맨 3 - 크리스토퍼 리브
- 1987년: 슈퍼맨 4 (최악의 속편이라는 평가를 받으며 종말) - 크리스토퍼 리브
- 1988년~1992년: 슈퍼 보이 (클라크 켄트의 20대 시절 슈퍼맨 이야기를 그림)
- 1993년~1997년: 로이스와 클라크 데일리 플래닛 신문사 기자로 영웅 슈퍼맨으로 활약하는 클라크의 일과 사랑, 우정, 동료 신문사 기자 로이스 레인과의 알콩달콩 연애담과 결혼의 이야기를 다루었다. - 딘 케인
- 2001년~2011년: 스몰빌 (10시즌 종영). 클라크 켄트의 고등학생 청소년~20대의 청년 시절의 방황기를 그렸다.
- 2006년: 슈퍼맨 리턴즈 (슈퍼맨2 편의 새로운 속편의 의미로 제작) - 브랜던 라우스
- 2013년: 맨 오브 스틸 (슈퍼맨 시리즈의 리부트 작품, 6월 13일 개봉) - 헨리 카빌
- 2016년: 배트맨 대 슈퍼맨: 저스티스의 시작 - 헨리 카빌
- 2017년: 저스티스 리그 - 헨리 카빌
- 2021년: 슈퍼맨과 로이스 - 타일러 헤클린
- 2021년: 잭 스나이더의 저스티스 리그 - 헨리 카빌
- 2025년: 슈퍼맨 - 데이비드 코런스웻

### 애니메이션 (TV 및 극장판)
- 슈퍼맨 TAS: Superman the Animated Series. 워너 브러더스 제작 방송
- 슈퍼맨-둠즈데이 (2007)
- 슈퍼맨-배트맨 퍼블릭 에너미즈
- 슈퍼맨-배트맨 아포칼립스(2010)
- 슈퍼맨-올스타 슈퍼맨 (2011)
- 슈퍼맨-더 엘리트 (2012)
- 저스티스 리그 (2017)

## 연관 인물
- 클라크 켄트 (Clark Kent): 슈퍼맨이 지구인으로 행세할 때 쓰는 이름이자 그를 입양한 켄트 가족이 지어준 이름. 데일리 플래닛의 기자이며 실력 있는 칼럼니스트의 이름이다. 기본적으로 밝고 성실한 기자의 면모를 보인다.

- 칼 엘(Kal-El): 슈퍼맨의 크립톤식 이름. 외계인으로서의 슈퍼맨의 자아라고 할 수 있다.

- 조 엘: 슈퍼맨 칼 엘의 아버지. 크립톤의 멸망을 예측한 과학자로, 하나뿐인 아들을 지구로 보내어 슈퍼 영웅으로서 살게 한다.

- 조너선 켄트: 지구로 추락한 슈퍼맨을 구해 입양했다. "그 어느 악당이라도 켄트 부부 아래에서 자랐다면 영웅이 되었을 거다."라는 우스갯소리가 있다. 아무 힘도 없는 보통 사람이지만 그의 성실함과 상식적이며 올바른 판단력은 배트맨조차 감복시키곤 한다. DC 코믹스의 New 52 이벤트 이후에는 클라크 켄트가 슈퍼맨으로 활동하기전 사망한 것으로 되어 있다.

- 마사 켄트: 조너선 켄트의 부인이자 클라크의 어머니. 슈퍼맨과 슈퍼걸의 옷을 크립톤에서 가져온 천으로 만들어 낼 수 있는 기술력을 갖고 있다. 슈퍼맨의 망토는 대기권 돌파를 할 때 아무 힘도 없는 자타나를 털끝하나 다치게 하지 않았다. DC 코믹스의 New 52 이벤트 이후에는 클라크 켄트가 슈퍼맨으로 활동하기전 사망한 것으로 되어 있으며, 슈퍼맨과 슈퍼걸의 코스튬은 크립톤 행성의 것으로 설정이 변경되었다.

- 다이애나 프린스(원더우먼): DC 코믹스의 New 52 이벤트 이후 슈퍼맨의 공식적인 연인. DC 코믹스의 New 52 이벤트 이후에는 로이스 레인이 이미 애인이 있는 상태였기 때문에 외로워하던 슈퍼맨에게 저스티스 리그 활동중 같은 외로움을 느끼던 원더우먼과 키스를 하게 되고, 이후 공식적인 연인으로 발전하게 된다. 현재는 "슈퍼맨/원더우먼"이라는 공식 작품을 통해 DC 공식 커플임을 보여주고 있다.

- 로이스 레인: 모던 에이지까지는 슈퍼맨의 운명의 여인이였으나, DC 코믹스의 New 52 이벤트 이후에는 더 이상 연인도, 부부도 아니다. 메트로폴리스의 데일리 플래닛의 사회부 기자이며 퓰리처상을 수상한 경력이 있다. 항상 슈퍼맨이 구해주다보니 왠지 용감해져서 사건에 무작정 뛰어드는 것처럼 보이지만, 실제로 그녀는 사건의 이면을 꿰뚫어보는 관찰력과 추리력을 겸비하고 있다. 다만 켄트의 정체에 대해서만 꽤 헤맨 것처럼 보인다.

- 라나 랭: 스몰빌 시절부터의 클라크 켄트의 친구이자 첫사랑. 어린 시절부터 클라크 켄트의 정체를 알고 있다. DC 코믹스의 New 52 이벤트 이전에는 한때 렉스 루터를 대신하여 렉스 코퍼레이션을 운영했다. 그 와중에 슈퍼맨과 대립하게 되어 관계가 일단 끊어졌지만, 슈퍼맨의 첫사랑이라는 점에서 그녀는 여러 모로 로이스 레인과 비교된다.

- 지미 올슨: 데일리 플래닛의 사진기자. 클라크 켄트와 죽이 잘 맞는 절친으로 메트로폴리스에 사는 이상 그의 인생도 평탄하지만은 않다.

- 카라 조 엘(슈퍼걸): 칼엘, 슈퍼맨의 사촌이다. 실제로는 슈퍼맨보다 10살정도 나이가 많았지만, 우주 여행의 타임 슬립 덕에 10대 소녀인 채로 지구에 도착했다. 지구를 몇 번이나 구한 영웅이지만 그녀의 희생에 대해 아는 사람보다 그녀의 옷차림에 관심있는 자들이 더 많은 편이다.

- 코너 켄트(슈퍼보이): 슈퍼맨과 렉스 루터의 DNA를 받아 태어난 클론 소년. 팀 드레이크 웨인(로빈)과 절친이다.

- 크립토: 클립톤 행성에서부터 슈퍼맨을 따라온 개. TV 시리즈 Krypto의 주인공. (번역기를 통해 말이 통하고 하늘을 날며 눈에서 히트비전도 쏘는 등, 슈퍼맨이 할 수 있는 건 다 한다. 뱃하운드와 어울리는 것까지.)

- 렉스 루터: 렉스 코퍼레이션의 회장이자 전지구적 악당. (거대기업총수라는 점에서 그는 대단히 노력파인 악당이다.) 슈퍼맨이 인류의 적이라고 믿고 있다. 그는 슈퍼맨이 해결해주는 국제 분쟁이나 자연 재해가 인류를 나약하게 만들 뿐이라고 생각하고, 슈퍼맨이 결국은 외계에서 온 불청객에 지나지 않으며, 그가 언제든 인류를 배반할 것이라고 믿는다. 그는 약육강식과 자연의 선택적 진화를 믿으며 동시에 인류에게 있어 구원자 따위는 필요 없고 인류 스스로 발전할 수 있을 거라고 믿고, 자신이 그 대표가 되고자 한다. 슈퍼맨만 없으면 무척 제정신에다 능력도 출중한 남자다. 대머리라는 점을 제외하곤 그다지 흠도 없다. (물론 애니메이션에서 그는 크립토나이트 정키였고 암환자였던 적도 있고 촉수 괴물로 변신한 적도 있다.) 보통 인간의 몸으로 슈퍼맨이라는 일종의 신과 대결한다는 점에서 얼마나 개그 캐릭터가 되든 얼마나 진지해지든, 그의 노력에는 모두가 감탄하고야 만다. 공식적으로 DC 유니버스에서 배트맨(브루스 웨인)보다 재산이 많은 것으로 알려져 있는데, 실제로 그는 브루스 웨인도 해내지 못한 고담시 재건 사업을 해낸다(노 맨스 랜드). 워싱턴 정계에 뿌리는 듬직한 뇌물과 로비에 있어서도 브루스 웨인보다 한 수 위이다. 액션 코믹스 annual 10에서- 자신의 만족할 줄 모르는 자아에 의해 타락한 천재, 렉스 루터는 자신이 범접할 수 없는 단 한사람, 슈퍼맨을 변질시키고 파괴하는 데 집착한다.

- 다크사이드: 행성 아포칼립스의 신이자 독재자. 슈퍼맨의 숙적 중 하나. 반생명 방정식을 찾아 전 우주를 손에 넣고자 한다. 다크사이드와 슈퍼맨의 가장 멋진 대결이었던 JLU의 마지막편에서 그는 온 힘을 다한 슈퍼맨조차 쓰러뜨린다. (그리고 렉스 루터가 지구를 구한 셈이 된다.)

- 브레이니악: 행성 크립톤을 멸망시킨 인공지능 컴퓨터(이자 기계 생명체다). 행성의 정보와 신기술을 습득한 뒤 파괴해 버린다. 이후 브레이니악의 후손인 브레이니악 5는 유기생명체의 몸을 얻게 되고 리전 오브 수퍼히어로즈에서 활동한다. 액션 코믹스 annual 10에서-브레이니악은 행성 콜루 출신이다. 그의 12등급 지성은 그를 우주에서 가장 명석한 존재로 만들었다. 또한 그는 가장 냉혹하다. 도시를 축소하는 일에서 모든 외계 종족을 말살시키는 일까지, 브레이니악은 과학이란 이름으로 어떤 짓이든 자행할 것이다.

- 조드 장군: 크립톤 군부의 수장이었던 자로 크립톤의 범죄자. 슈퍼맨의 아버지 조-엘이 그를 팬텀존에 가두는 형벌을 내렸기에 그 아들인 슈퍼맨 칼-엘에게 복수하고자 한다.

- 배트맨: 저스티스 리그의 동료. 슈퍼맨과 가장 오래 같이 활동한 히어로이다보니 자주 엮인다. 보통 인간에 불과하지만 슈퍼맨을 쓰러뜨릴 수 있는 히어로는 배트맨밖에 없다고들 자연스럽게 떠올리는데, 그 이유는 슈퍼맨과 연관된 시리즈에서의 배트맨의 출중함 때문이다. 심지어 JLU 마지막 편에서는 슈퍼맨조차 피하지 못한 다크사이드의 오메가 빔을 간단히 피하는 배트맨을 보여준다. 배트맨, 슈퍼맨, 원더우먼 셋을 일컬어 "트리니티"(삼위일체)라고도 한다.

- 로보: 슈퍼맨의 라이벌로 은하계에서 가장 잔혹한 현상금 사냥꾼이자 용병이다. 매인 맨이라고도 칭하며 적이 아닌 라이벌 관계이다보니 슈퍼맨이나 저스티스 리그와 함께 싸우기도한다

## 같이 보기
- 원더우먼
- 배트맨
- 로이스 레인

## 기타
- 슈퍼맨의 저주라는 말이 나올 정도로 슈퍼맨 역을 맡은 사람들의 현실에는 암울한 결과가 나왔다는 풍문이 유포되고 있다. 이런 이유로, 톰 웰링도 이 저주에 걸리지 않을까 하는 억측이 유포되고 있다고 한다.
- 슈퍼맨 역을 맡은 사람들은 모두 183cm이상의 장신이다.